# Давид Дує
Давид Дує (фр. David Douillet, 17 лютого 1969) — французький дзюдоїст, олімпійський чемпіон.

## Виступи на Олімпіадах
| Олімпіада      | Дисципліна      | Місце |
| -------------- | --------------- | ----- |
| Барселона 1992 | важка категорія | 3T    |
| Атланта 1996   | важка категорія | 1     |
| Сідней 2000    | важка категорія | 1     |

- Чемпіон спорту ЮНЕСКО (2002)[1]